# Eddie Hopson
Eddie Hopson (* 30. Juni 1971 in Saint Louis, Missouri, USA als Edward Lamar Hopson) ist ein ehemaliger US-amerikanischer Boxer und Rechtsausleger.

## Amateur
Bei den Amateuren errang Hopson unter anderem im Federgewicht im Jahre 1988 die Goldmedaille bei den Golden Gloves.

## Profi
Er war ungeschlagen (25-0-0), als er im April 1995 den Kolumbianer Moises Pedroza in der 7. Runde schwer k.o. schlug und dadurch den vakanten Weltmeistergürtel des Verbandes IBF eroberte. Allerdings verlor er ihn bereits am 9. Juli desselben Jahres gegen Tracy Harris Patterson durch T.K.o in der 2. Runde. 
1999 beendete er seine Karriere.